# Home (Michael Bublé)
"Home" is een nummer van de Canadese zanger Michael Bublé. Het nummer werd uitgebracht op zijn album It's Time uit 2005. Op 28 maart van dat jaar werd het nummer uitgebracht als de tweede single van het album.

## Achtergrond
"Home" is geschreven door Bublé in samenwerking met Alan Chang en Amy Foster-Gillies. Het is het enige originele nummer op het album It's Time, wat verder enkel covers bevat. Het nummer is geschreven vanuit het oogpunt van een man die op reis is en ernaar verlangt om thuis te komen, zodat hij weer bij zijn geliefde kan zijn. Bublé schreef het nummer toen hij in Italië op tournee was en niet bij zijn verloofde kon zijn. Hij beschreef zijn eenzaamheid en het gevoel van haar gemis in de tekst van het nummer.
"Home" was de eerste single van Bublé die werd uitgebracht in het Verenigd Koninkrijk, waar het tweemaal op single verscheen. Uiteindelijk bereikte het plaats 31 in de hitlijsten. In de Verenigde Staten werd de 72e positie in de Billboard Hot 100 en de eerste plaats in de Adult Contemporary bereikt. In Polen werd het een nummer 1-hit in de hitlijsten. In Nederland werden de Top 40 en de Tipparade niet bereikt, terwijl het in de Single Top 100 een 56e plaats behaalde.
"Home" is enkele malen gecoverd. De bekendste covers zijn afkomstig van de Britse boyband Westlife, die in 2007 met hun versie de derde plaats bereikten in de hitlijsten in hun thuisland, en de Amerikaanse countrymuzikant Blake Shelton, die in 2008 een nummer 1-hit scoorde in de Amerikaanse Hot Country Songs-lijst en de 41e plaats behaalde in de Billboard Hot 100. In 2012 bracht Shelton in duet met Bublé een kerstversie van het nummer uit op zijn album Cheers, It's Christmas. Andere covers zijn afkomstig van onder anderen The King's Singers, Damian McGinty in de televisieserie Glee en Eoghan Quigg.

## Hitnoteringen

### Single Top 100
| Hitnotering: 14-05-2005 t/m 30-07-2005 | Hitnotering: 14-05-2005 t/m 30-07-2005 | Hitnotering: 14-05-2005 t/m 30-07-2005 | Hitnotering: 14-05-2005 t/m 30-07-2005 | Hitnotering: 14-05-2005 t/m 30-07-2005 | Hitnotering: 14-05-2005 t/m 30-07-2005 | Hitnotering: 14-05-2005 t/m 30-07-2005 | Hitnotering: 14-05-2005 t/m 30-07-2005 | Hitnotering: 14-05-2005 t/m 30-07-2005 | Hitnotering: 14-05-2005 t/m 30-07-2005 | Hitnotering: 14-05-2005 t/m 30-07-2005 | Hitnotering: 14-05-2005 t/m 30-07-2005 | Hitnotering: 14-05-2005 t/m 30-07-2005 | Hitnotering: 14-05-2005 t/m 30-07-2005 |
| Week                                   | 1                                      | 2                                      | 3                                      | 4                                      | 5                                      | 6                                      | 7                                      | 8                                      | 9                                      | 10                                     | 11                                     | 12                                     |                                        |
| -------------------------------------- | -------------------------------------- | -------------------------------------- | -------------------------------------- | -------------------------------------- | -------------------------------------- | -------------------------------------- | -------------------------------------- | -------------------------------------- | -------------------------------------- | -------------------------------------- | -------------------------------------- | -------------------------------------- | -------------------------------------- |
| Positie                                | 56                                     | 61                                     | 66                                     | 65                                     | 79                                     | 80                                     | 81                                     | 82                                     | 78                                     | 89                                     | 88                                     | 89                                     | uit                                    |

### NPO Radio 2 Top 2000
| Nummer met noteringen in de NPO Radio 2 Top 2000 | '05 | '06 | '07 | '08 | '09 | '10 | '11 | '12 | '13 | '14 | '15  | '16  | '17  | '18  | '19  | '20  | '21  |
| ------------------------------------------------ | --- | --- | --- | --- | --- | --- | --- | --- | --- | --- | ---- | ---- | ---- | ---- | ---- | ---- | ---- |
| Home                                             | 313 | 460 | 329 | 603 | 430 | 517 | 710 | 712 | 830 | 820 | 1135 | 1382 | 1801 | 1367 | 1510 | 1734 | 1890 |

1. ↑  Een vetgedrukt getal geeft de hoogste notering aan.
2. ↑  2005 was het eerste jaar met een notering voor dit nummer.
3. ↑  Deze tabel is bijgewerkt tot en met de laatste editie (2024).